# 보장초등학교
보장초등학교는 대한민국 경기도 포천시 창수면에 있었던 공립 초등학교이다.

## 학교 연혁
- 1967년 7월 1일: 개교
- 2015년 2월 28일: 폐교[1]

## 참고 자료
- 보장초등학교 - 한국교육학술정보원 학교알리미